# Họ Khỉ Cựu Thế giới
Khỉ Cựu Thế giới là tên thường gọi của một họ thuộc Bộ Linh trưởng tên là Cercopithecidae. Đây là họ linh trưởng lớn nhất, với 24 chi và 138 loài hiện đã được công nhận. Các chi khỉ Cựu Thế giới bao gồm khỉ đầu chó (chi Papio) và khỉ maca (chi Macaca). Các loài khỉ Cựu Thế giới khác là khỉ talapoin, khỉ guenon, khỉ colobus đen trắng, chà vá (chi Pygathrix), khỉ vervet, khỉ tim chảy máu, khỉ mangabey (một nhóm các chi), khỉ ngón cái ngắn, khỉ mặt chó, khỉ surili (Presbytis). Về mặt phát sinh, chúng có quan hệ gần gũi với loài vượn hơn là với khỉ Tân Thế giới. Chúng chuyển hướng từ một tổ tiên chung của loài khỉ Tân Thế giới khoảng 55 triệu năm trước.
Hai loài thuộc chi Miopithecus là khỉ Cựu Thế giới bé nhất, với chiều dài đầu-thân 34–37 cm và nặng 0,7-1,3 kg. Lớn hơn cả là khỉ mặt chó đực, dài chừng 70 cm, nặng đến 50 kg. Khỉ Cựu Thế giới đa dạng về đặc điểm khuôn mặt: một số có mõm, một số mũi tẹt; nhiều loài có dải màu trên mặt. Hầu hết các loài có đuôi, nhưng chúng không dùng để cầm nắm.
Khỉ Cựu Thế giới ngày nay là loài bản địa ở châu Phi và châu Á, sống ở nhiều môi trường khác nhau: từ rừng mưa nhiệt đới, xavan, rừng cây bụi đến môi trường núi cao. Chúng cũng từng có mặt khắp châu Âu trong quá khứ; dù ngày nay chỉ còn Macaca sylvanus ở Gibraltar. Không rõ quần thể này là loài bản địa ở Gilbraltar, hay là do con người mang tới. 

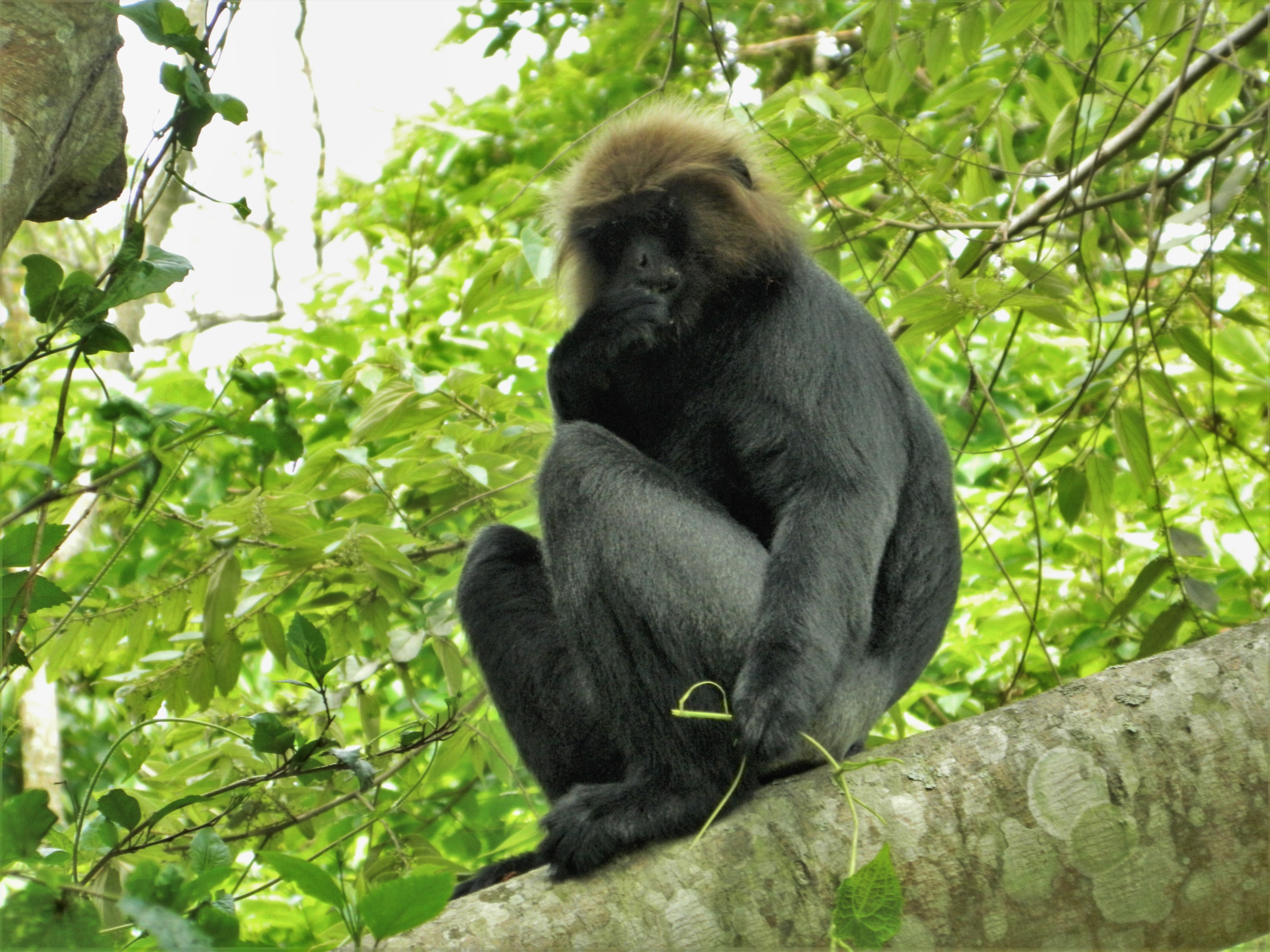
Khỉ ngón cái ngắn Nilgiri tại vườn quốc gia Periyar, Kerala, Ấn Độ

Một số loài khỉ Cựu Thế giới sống trên cây như khỉ Colobus đen trắng; số khác sống trên mặt đất, chẳng hạn như khỉ đầu chó. Hầu hết chúng ăn tạp, nhưng ưa ăn thực vật hơn. Đa số kiếm ăn theo cơ hội, ăn trái cây, nhưng cũng ăn tất cả những gì có sẵn (hoa, lá, củ, côn trùng, ốc sên, động vật có vú nhỏ và cả thức ăn mà con người cho chúng).

## Phân loại

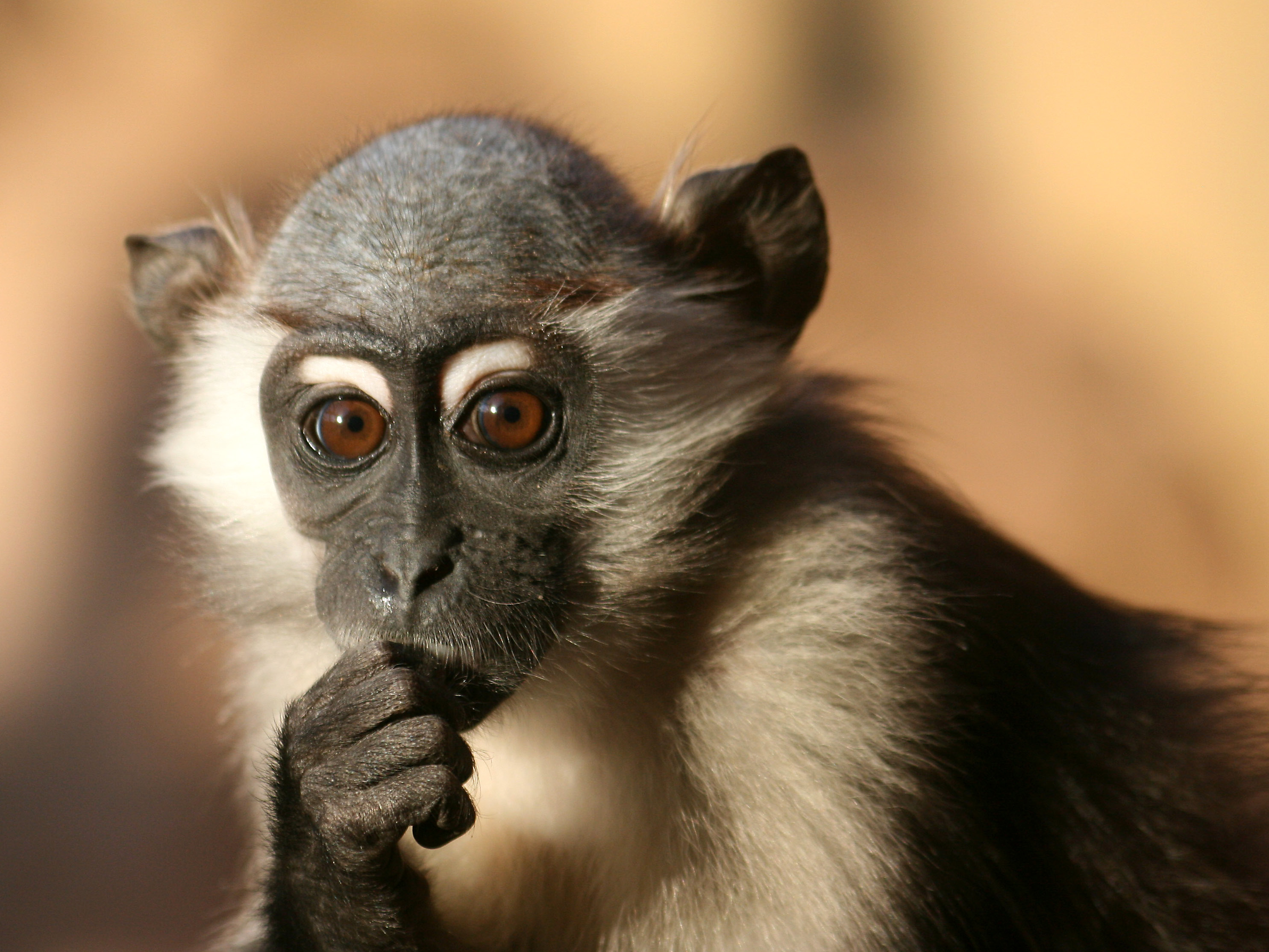
Cercocebus torquatus non.

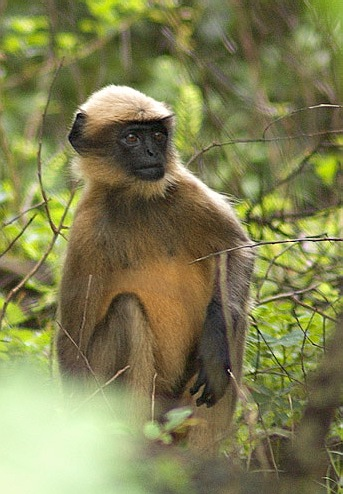
Semnopithecus hypoleucos

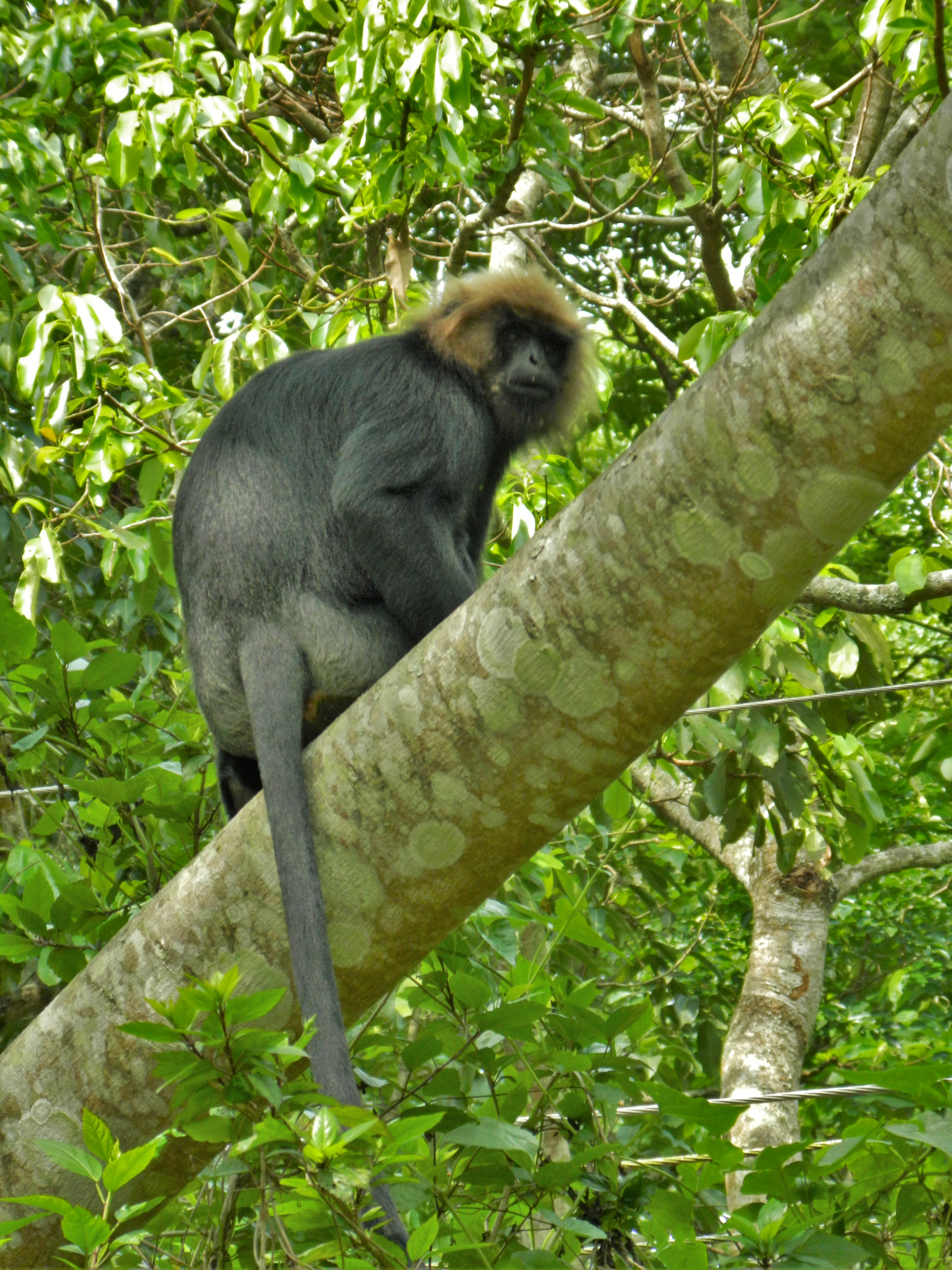
Trachypithecus johnii

Cercopithecidae gồm hai phân họ, Cercopithecinae và Colobinae.
- Liên họ Cercopithecoidea
  - † Alophia
  - Họ Cercopithecidae
    - Phân họ Cercopithecinae
      - Tông Cercopithecini
        - Chi Allenopithecus
          - Allenopithecus nigroviridis

        - Chi Miopithecus
          - Miopithecus talapoin
          - Miopithecus ogouensis

        - Chi Erythrocebus
          - Erythrocebus patas
          - Erythrocebus poliophaeus

        - Chi Chlorocebus
          - Chlorocebus sabaeus
          - Chlorocebus aethiops
          - Chlorocebus djamdjamensis
          - Chlorocebus tantalus
          - Chlorocebus pygerythrus
          - Chlorocebus cynosuros

        - Chi Cercopithecus
          - Cercopithecus dryas
          - Cercopithecus diana
          - Cercopithecus roloway
          - Cercopithecus nictitans
          - Cercopithecus mitis
          - Cercopithecus doggetti
          - Cercopithecus kandti
          - Cercopithecus albogularis
          - Cercopithecus mona
          - Cercopithecus campbelli
          - Cercopithecus lowei
          - Cercopithecus pogonias
          - Cercopithecus wolfi
          - Cercopithecus denti
          - Cercopithecus petaurista
          - Cercopithecus erythrogaster
          - Cercopithecus sclateri
          - Cercopithecus erythrotis
          - Cercopithecus cephus
          - Cercopithecus ascanius
          - Cercopithecus lhoesti
          - Cercopithecus preussi
          - Cercopithecus solatus
          - Cercopithecus hamlyni
          - Cercopithecus lomamiensis
          - Cercopithecus neglectus

      - Tông Papionini
        - Chi Macaca
          - Macaca sylvanus
          - Macaca silenus
          - Macaca nemestrina
          - Macaca leonina
          - Macaca pagensis
          - Macaca siberu
          - Macaca maura
          - Macaca ochreata
          - Macaca tonkeana
          - Macaca hecki
          - Macaca nigrescens
          - Macaca nigra
          - Macaca fascicularis
          - Macaca arctoides
          - Macaca mulatta
          - Macaca cyclopis
          - Macaca fuscata
          - Macaca sinica
          - Macaca radiata
          - Macaca assamensis
          - Macaca thibetana
          - Macaca munzala
          - Macaca leucogenys

        - Chi Lophocebus
          - Lophocebus albigena
          - Lophocebus aterrimus
          - Lophocebus opdenboschi
          - Lophocebus ugandae
          - Lophocebus johnstoni
          - Lophocebus osmani

        - Chi Rungwecebus
          - Rungwecebus kipunji

        - Chi Papio
          - Papio hamadryas
          - Papio papio
          - Papio anubis
          - Papio cynocephalus
          - Papio ursinus

        - Chi Theropithecus
          - Theropithecus gelada

        - Chi Cercocebus
          - Cercocebus atys
          - Cercocebus torquatus
          - Cercocebus agilis
          - Cercocebus chrysogaster
          - Cercocebus galeritus
          - Cercocebus sanjei

        - Chi Mandrillus
          - Mandrillus sphinx
          - Mandrillus leucophaeus

    - Phân họ Colobinae
      - Nhóm châu Phi
        - Chi Colobus
          - Colobus satanas
          - Colobus angolensis
          - Colobus polykomos
          - Colobus vellerosus
          - Colobus guereza

        - Chi Piliocolobus
          - Piliocolobus badius
          - Piliocolobus pennantii
          - Piliocolobus preussi
          - Piliocolobus tholloni
          - Piliocolobus foai
          - Piliocolobus epieni
          - Piliocolobus tephrosceles
          - Piliocolobus gordonorum
          - Piliocolobus kirkii
          - Piliocolobus rufomitratus

        - Chi Procolobus
          - Procolobus verus

      - Nhóm khỉ lá
        - Chi Semnopithecus
          - Semnopithecus schistaceus
          - Semnopithecus ajax
          - Semnopithecus hector
          - Semnopithecus entellus
          - Semnopithecus hypoleucos
          - Semnopithecus dussumieri
          - Semnopithecus priam

        - Chi Trachypithecus
          - Nhóm T. vetulus
            - Trachypithecus vetulus
            - Trachypithecus johnii

          - Nhóm T. cristatus
            - Trachypithecus auratus
            - Trachypithecus cristatus
            - Trachypithecus germaini
            - Trachypithecus barbei

          - Nhóm T. obscurus
            - Trachypithecus obscurus
            - Trachypithecus phayrei

          - Nhóm T. pileatus
            - Trachypithecus pileatus
            - Trachypithecus shortridgei
            - Trachypithecus geei

          - Nhóm T. francoisi
            - Trachypithecus francoisi
            - Trachypithecus hatinhensis
            - Trachypithecus poliocephalus
            - Trachypithecus laotum
            - Trachypithecus delacouri
            - Trachypithecus ebenus

        - Chi Presbytis
          - Presbytis melalophos
          - Presbytis femoralis
          - Presbytis chrysomelas
          - Presbytis siamensis
          - Presbytis frontata
          - Presbytis comata
          - Presbytis thomasi
          - Presbytis hosei
          - Presbytis rubicunda
          - Presbytis potenziani
          - Presbytis natunae

      - Nhóm mũi lạ
        - Chi Pygathrix
          - Pygathrix nemaeus
          - Pygathrix nigripes
          - Pygathrix cinerea

        - Chi Rhinopithecus
          - Rhinopithecus roxellana
          - Rhinopithecus bieti
          - Rhinopithecus brelichi
          - Rhinopithecus avunculus
          - Rhinopithecus strykeri

        - Chi Nasalis
          - Nasalis larvatus

        - Chi Simias
          - Simias concolor

        - Chi † Mesopithecus
          - † Mesopithecus monspessulanu
          - † Mesopithecus pentelici